# Pal Engjëlli
Pal Engjëlli, ou Êjlli (latin: Paulus Angelus), né en 1417 ou 1427 et mort le 27 mars 1469, est un ecclésiastique catholique albanais, archevêque de Durrës, et auteur du premier document conservé en langue albanaise. Il exerça aussi les fonctions de diplomate pour le seigneur d'Albanie Gjergj Kastrioti, dit Skanderbeg. Sur les instances du pape Pie II, il intervint notamment pour le réconcilier avec Lekë Dukagjini.

## Biographie

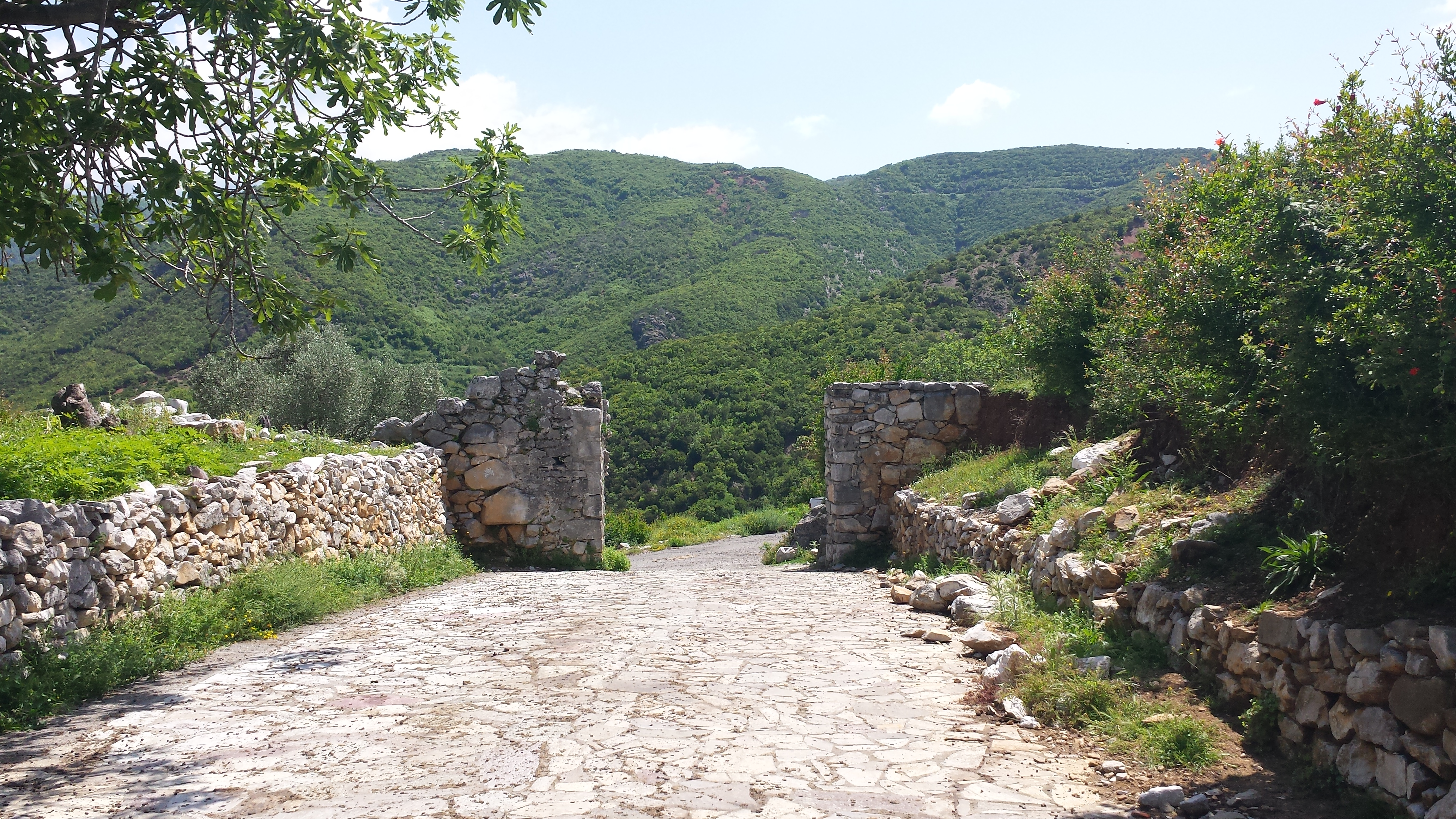
Vestiges du château de Drisht

Selon l'historien Marin Barleti, Pal Engjëlli, fils d'Andrea Engjëlli et de dame Dorothée, est né dans une noble famille de la ville de Drisht, alors que cette région était désignée sous le nom d'Epire. Son père était un haut-fonctionnaire portant le titre de comte (en latin: comes), et qui servit comme condottiere dans les armées de la république de Venise. Milan Šufflay estime au contraire que Pal n'est pas né dans cette famille, mais en a été rapproché par son frère, Pjetër.
Sa jeunesse n'est pas connue, Daniele Farlati rapportant qu'il étudia à Constantinople, et quitta cette ville à sa chute en 1453 pour retourner dans sa région natale. Les statuts du chapitre de la cathédrale de Drisht le mentionnent en effet comme prêtre, juge ecclésiastique, et prévôt du chapitre.

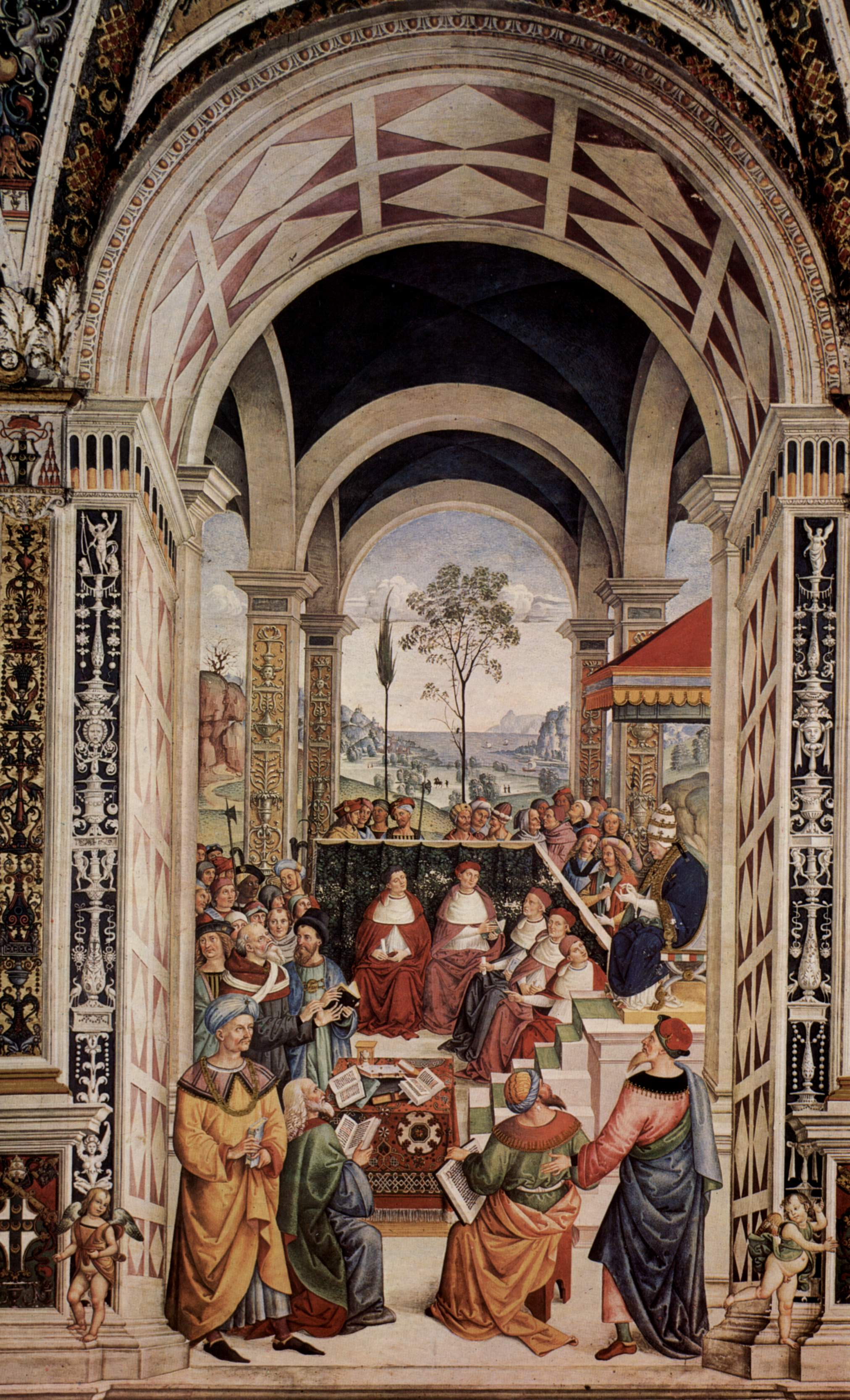
Pie II assistant au concile de Mantoue. Fresque de Pinturicchio dans la Libreria Piccolomini de la cathédrale de Sienne

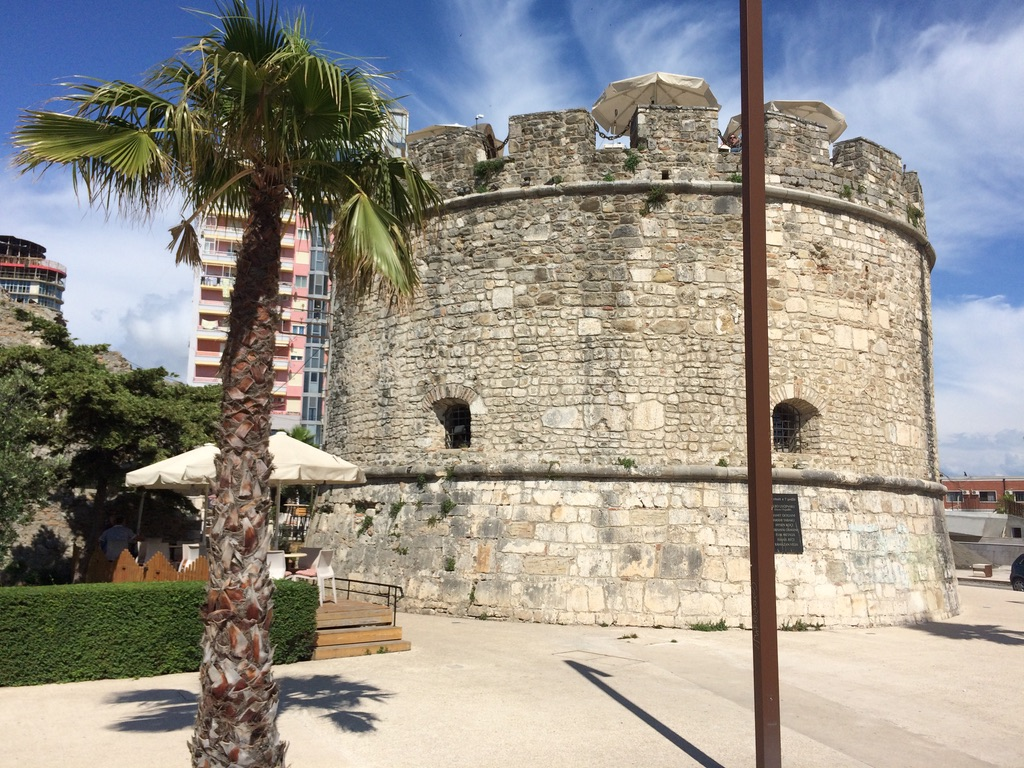
Tour vénitienne des remparts de Durrës

Il fut ensuite nommé archidiacre de Durrës, où il fit un don de 50 florins à l'église de la ville. En 1455, lorsque le pape Calixte III ordonne au concile de Mantoue une croisade contre les Ottomans, Pal Engjëlli coordonne la levée des fonds nécessaires en Albanie, Dalmatie et Serbie, les remettant à Skanderbeg le 17 septembre 1457. Pal avait entretemps accompagné l'évêque uniate de Krajina à Rome en 1455 où son état sacerdotal est mentionné. Le 19 mars 1460, le pape Pie II le nomme archvêque de Durrës, la bulle de nomination mentionnant qu'il était alors titulaire du baccalaureus in decretorum. La même année, il fit don d'un montant de 60 florins à l'église Saint-Jean de Shtoj (aujourd'hui un quartier de la ville de Shkodër). Dans ses lettres, il signe « Paulus Angelus miseratione diuina archiepiscopus Dyrrhachiensis et illirice ac conservateur » ("Pal Engjëlli, par la miséricorde de Dieu archevêque de Durrës et conservateur de l'Illyrie").
Pal Engjëlli fut également diplomate à la cour de Skanderbeg et l'accompagna à Raguse et en Italie en 1461. En juin 1464, il fut envoyé à Milan avec Alessio Albanese afin d'y rencontrer Francesco Sforza, cette ambassade ne rapportant que trois cottes de maille et des paroles encourageantes. La même année, il effectua sur ordre du pape Pie II une médiation entre Skanderberg et Lekë Dukagjini, qui fut un succès et déboucha sur le ralliement de Dukagjini à la cause de la résistance aux Ottomans. Ne limitant pas ses efforts à la diplomatie, il offrit également en 14 648 000 ouvriers au baylo vénitien de Durrës afin de reconstruire les fortifications de la ville.

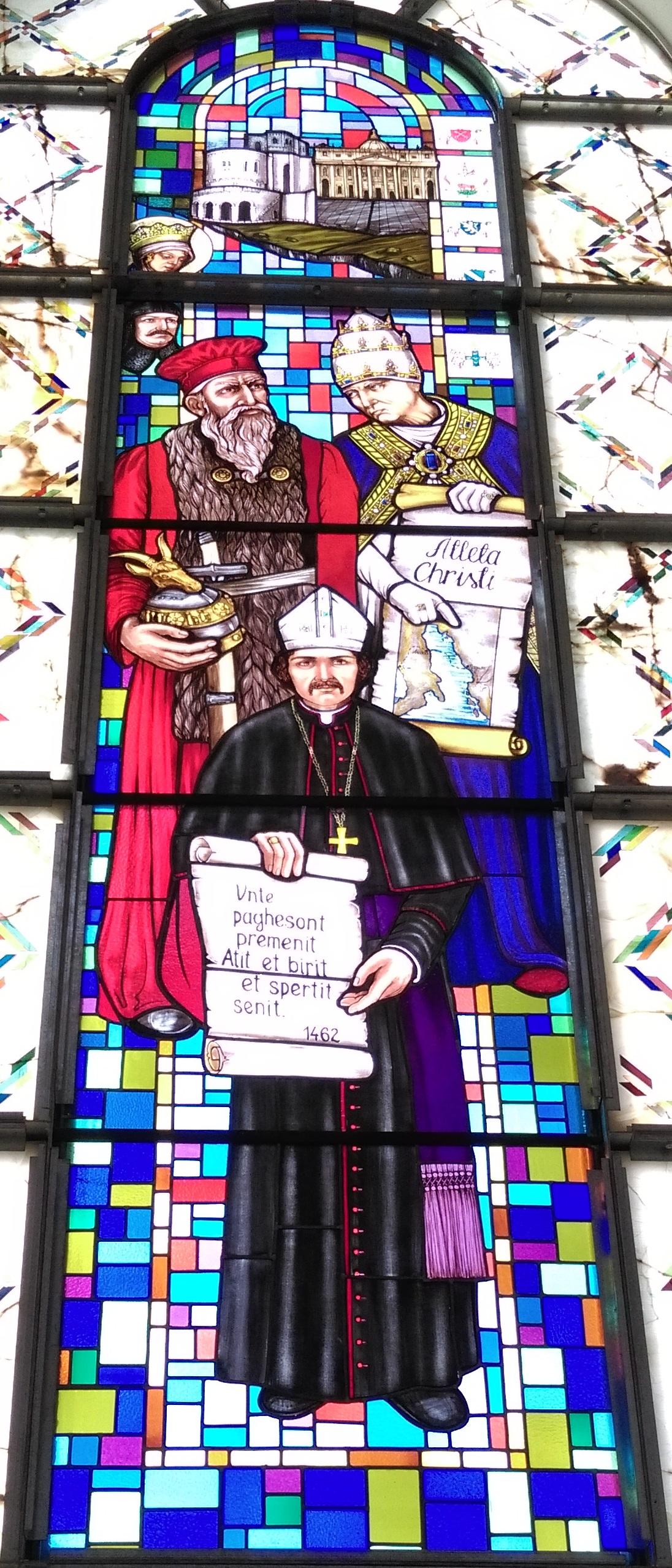
Callixte III, Skanderbeg, et Pal Engjëlli dans un vitrail de la cathédrale de Prishtina

Selon Oliver Jens Schmitt, Pal Engjëlli portait un grand intérêt au passé antique de la ville portuaire de Durrës, avait appris le grec ainsi que le latin, lisait les classiques anciens dans le texte, était en contact étroit avec l'humanisme de la Renaissance italienne, et était une figure respectée à la Curie romaine. Il jouissait par ailleurs du plus grand respect parmi ses compatriotes et en était considéré comme un véritable oracle. Les Vénitiens avaient par ailleurs pleinement confiance en l'archevêque de Durrës, voyant en lui l'auteur de leur réconciliation avec Skanderbeg. Un rapport au Sénat vénitien de Gabriele Trevisano, gouverneur général d'Albanie vénitienne, daté du 25 juillet 1465, rapporte que Pal « n'a épargné ni efforts ni dépenses dans la lutte contre les Ottomans, car il aurait déjà dépensé des dizaines de milliers de ducats à ce stade ».

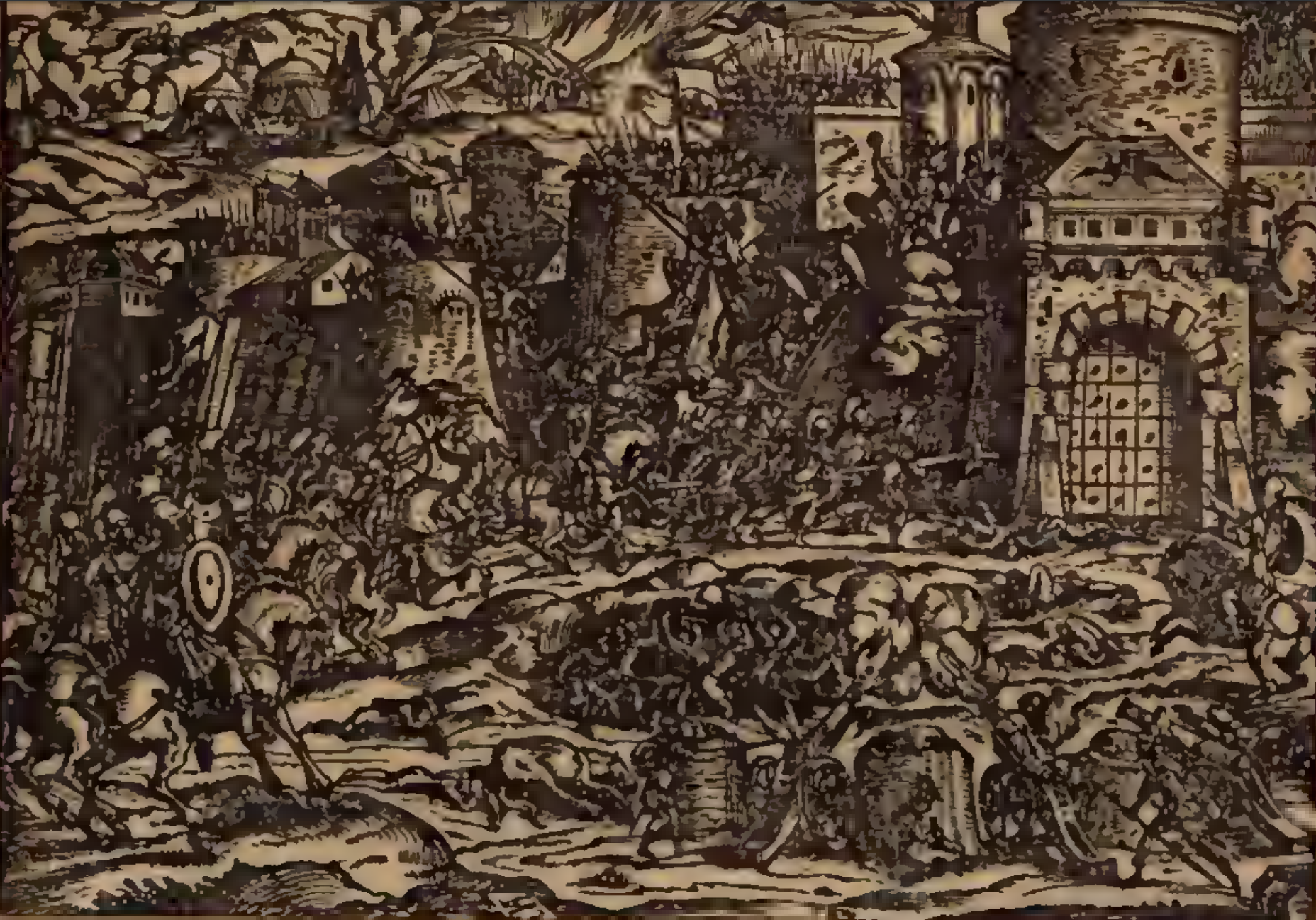
La chute de Krujë, par Jost Amman, 1467

À partir de1465, il fut l'ambassadeur de Skanderbeg auprès de la république de Venise. C'est dans cette situation qu'il vécut la chute rapide et successive des principautés albanaises, et le second siège de Krujë, demandant sans cesse pour son pays au Sénat vénitien une aide militaire qui lui fut constamment refusée. La nouvelle de la mort de Skanderbeg parvint à Venise avant le 13 février 1468, le Sénat gratifia alors Engjëlli de 200 ducats et lui demanda de retourner en Albanie pour exercer son influence sur la veuve de Skanderbeg, Donika, son fils Gjon, ses partisans et sujets, et tenter d'y ramener l'ordre. L'intention des sénateurs était que Pal collabore avec Francesco Capello, nouveau provéditeur de l'Albanie vénitienne, où ils décidèrent également d'envoyer 200 fantassins et 100 artilleurs supplémentaires.
Avec la mort de Skanderbeg, l'archevêque de Durrës disparaît de la scène diplomatique, et meurt le 27 mars 1469. La ville de Durrës restant encore vénitienne jusqu'en 1501, le dominicain français Nicolas Barault, qui italianisa son nom en Nicola Barbuti, lui succéda comme archevêque le 5 mai 1469.

## La formule du baptême
Les réalisations politiques et diplomatiques de Pal Engjëlli ne signifient pour autant pas qu'ils se soit désintéressé de ses devoirs d'archevêque. Les circonstances de la rédaction de la formule du baptême, en albanais formula e pagëzimit, premier spécimen écrit de la langue albanaise, en témoignent. Après une visite pastorale dans le diocèse de Lezhë (it), Engjëlli convoqua un synode, qui se réunit le 8 novembre 1462 dans l'église de la Sainte-Trinité d'Emathia, aujourd'hui Tresh, à proximité de Burrel, dans la région de Mat. Les évêques de Lezhë et d'Arbano, Andrea de Suincis et Pjetër Domgion, participaient également au synode, ainsi que tous les curés des diocèses environnants, et de nobles laïcs. Les décisions du synode, visant à réorganiser la vie ecclésiale en des temps troublés, furent enregistrées dans un document intitulé Constitutiones, Ordinationes et Statuta (« Constitions, décisions et statuts »). C'est dans ces actes synodaux que l'on peut trouver une formule du baptême en langue albanaise guègue, à l'usage des baptêmes effectués par des laïcs ignorant le latin, dans l'urgence d'un danger de mort, ou dans des localités où la présence d'un prêtre est impossible du fait de la distance ou des persécutions :

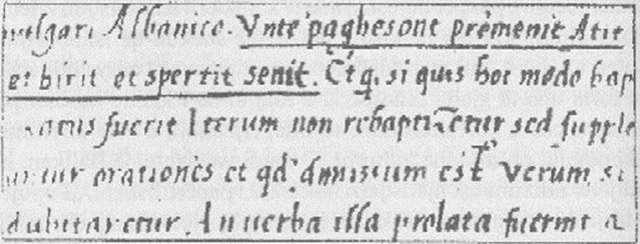
Texte original de la formule du baptême dans les actes du synode de Mat

Un'te paghesont' pr'emenit t'Atit e t'Birit e t'Spertit Senit.
En albanais moderne, Unë të pagëzoj në emër të Atit, të Birit, e të Shpirtit të Shenjtë, c'est-à-dire « Je te baptise au nom du Père, et du Fils, et du Saint-Esprit ».
Ce document comportant 27 feuillets rédigés de la main d'Engjëlli est conservé à la bibliothèque Laurentienne de Florence, sous le numéro d'inventaire 1167. La formule du baptême se trouve en haut du folio 4. Le manuscrit des actes synodaux fut découvert en 1915 par le linguiste roumain Nicolae Iorga.
La formule du baptême de Pal Engjëlli est le premier document écrit en albanais actuellement conservé, mais il existe des preuves de production écrites antérieures dans cette langue, comme le témoignage du dominicain français Guillaume Adam qui écrit en 1342 : « Bien que les albanais parlent une langue complètement différente du latin, ils utilisent pourtant les lettres latines dans leurs livres ».
L'ouvrage complet en albanais le plus ancien actuellement conservé est le Missel de Gjon Buzuku, imprimé en 1555.